# ドイツの島の一覧
ドイツの島の一覧（ドイツのしまのいちらん）では、ドイツに属する島の一覧について記述する。
| #   | 島名           | 海域     | 連邦州                             | 面積 (km2)    |
| --- | -------------- | -------- | ---------------------------------- | ------------- |
| 1.  | リューゲン島   | バルト海 | メクレンブルク＝フォアポンメルン州 | 930           |
| 2.  | ウーゼドム島   | バルト海 | メクレンブルク＝フォアポンメルン州 | 373 (445 km2) |
| 3.  | フェーマルン島 | バルト海 | シュレースヴィヒ＝ホルシュタイン州 | 185           |
| 4.  | ジルト島       | 北海     | シュレースヴィヒ＝ホルシュタイン州 | 99            |
| 5.  | フェール島     | 北海     | シュレースヴィヒ＝ホルシュタイン州 | 82            |
| 6.  | ペルヴォルム島 | 北海     | シュレースヴィヒ＝ホルシュタイン州 | 37            |
| 7.  | ペール島       | バルト海 | メクレンブルク＝フォアポンメルン州 | 34            |
| 8.  | ボルクム島     | 北海     | ニーダーザクセン州                 | 31            |
| 9.  | ノルダーナイ島 | 北海     | ニーダーザクセン州                 | 26            |
| 10. | アムルム島     | 北海     | シュレースヴィヒ＝ホルシュタイン州 | 20            |